# Peter R. Weilemann
Peter Robert Weilemann (* 6. August 1949 in Kaiserslautern; † 9. Dezember 2010 in Bonn) war ein deutscher Politikwissenschaftler.

## Leben und Wirken
Peter Robert Weilemann wurde 1949 als Sohn von Ludwig Robert Weilemann und Elfriede Helene Weilemann, geb. Braun, in Kaiserslautern geboren. 
Nach dem Abitur und Wehrdienst studierte er Politikwissenschaft an der Universität Hamburg (Dipl.-Pol. 1974) und wurde an der Universität Köln 1979 zum Doktor (Dr. rer. pol.) promoviert. Im akademischen Jahr 1976/77 war er Visiting Scholar an der Georgetown University in Washington D.C.
Am Forschungsinstitut für Politische Wissenschaft und Europäische Fragen der Universität zu Köln war er ab 1975 wissenschaftlicher Mitarbeiter und von 1978 bis 1982 Wissenschaftlicher Assistent bei Hans-Peter Schwarz. 1982/83 war er als West European Analyst am IRIS in Arlington (Virginia) tätig. 1983 wurde er Stellvertretender Leiter des Sozialwissenschaftlichen Forschungsinstituts der Konrad-Adenauer-Stiftung in Sankt Augustin. 2000 wurde er in der KAS zum Hauptabteilungsleiter Internationale Zusammenarbeit berufen und war für die Koordination der Stiftungsbüros in Europa und den Vereinigten Staaten zuständig. 
Ab 2003 leitete Weilemann das Europabüro Brüssel der KAS und wurde dort durch seine institutionellen Kontakte einer der einflussreichsten deutschen Politikberater. Durch seinen Einsatz förderte er den Dialog politischer Entscheidungsträger und leistete einen wichtigen Beitrag zur europäischen Integration auf der Basis christlich-demokratischer Werte.
Weilemann war durch seine Tätigkeit in Brüssel ein wichtiger Akteur bei der Gründung des Wilfried Martens Centre for European Studies (CES), der politischen Stiftung der Europäischen Volkspartei (EVP), in welcher auch die Konrad-Adenauer-Stiftung Mitglied ist, und war bis zu seinem Tod Mitglied im CES-Beirat.
Nach kurzer schwerer Krankheit starb Weilemann 2010 in Bonn und wurde in Bonn-Bad Godesberg beigesetzt. 

## Privates
Weilemann war seit 1985 mit der Volkswirtin Marie-Claude Obermeier-Weilemann verheiratet und Vater eines Sohnes.

## Mitgliedschaften
Weilemann war unter anderem  Mitglied der Deutschen Gesellschaft für Auswärtige Politik, der Deutschen Atlantischen Gesellschaft, der Deutschen Gesellschaft für Politikwissenschaft (DGfP), des Arbeitskreises Europäische Integration (AEI) sowie im Beirat der Bundesakademie für Sicherheitspolitik.

## Schriften (Auswahl)
- Weltmacht in der Krise. Isolationistische Impulse in der amerikanischen Aussenpolitik der siebziger Jahre. (Studien zur Zeitgeschichte, Band 20) Deutsche Verlagsanstalt, Stuttgart 1982, ISBN 3-421-06103-3.
- Die Anfänge der Europäischen Atomgemeinschaft Zur Gründungsgeschichte von EURATOM 1955–1957. Nomos, Baden-Baden 1983, ISBN 3-7890-0830-3.
- als Hrsg. mit Hans-Joachim Veen: Die Neuordnung Europas. Meinungen und Perspektiven. Bouvier, Bonn 1993, ISBN 3-416-02411-7.
- als Hrsg. mit Hans-Joachim Veen: Rußland auf dem Weg zur Demokratie? Politik und Parteien in der Russischen Föderation. Schöningh, Paderborn 1993, ISBN 3-506-79320-9.
- als Hrsg. mit Magarditsch A. Hatschikjan: Parteienlandschaften in Osteuropa: Politik, Parteien und Transformation in Ungarn, Polen, der Tschecho-Slowakei und Bulgarien, 1989–1992. Schöningh, Paderborn 1994, ISBN 3-506-79325-X.
- als Hrsg. mit Hanns Jürgen Küsters, Günter Buchstab (Hrsg.): Macht und Zeitkritik. Festschrift für Hans-Peter Schwarz zum 65. Geburtstag. Schöningh, Paderborn 1999, ISBN 3-506-79354-3.